# Studentenstreik 1997
Der Studentenstreik 1997 war die größte studentische Protestbewegung seit der 68er-Bewegung. Die von Gießen und insbesondere der Justus-Liebig-Universität ausgehende Protestwelle unter den Studierenden in Deutschland gegen die Unterversorgung der Universitäten brach im Herbst 1997 los. Sie erlebte ihren Höhepunkt im Dezember mit bundesweiten zum Teil mehrwöchigen Studentenstreiks. In vielen Städten wurden Projekte ins Leben gerufen und Studierende politisiert. Am 27. November kam es im Bonner Hofgarten zur größten bundesweiten Demonstration mit etwa 40.000 Teilnehmern, die in der Bundespolitik quer durch alle Parteien auf große Beachtung stieß. Obgleich ein Großteil der deutschen Universitäten an den Protesten beteiligt war und auch die Ziele der Studierenden von Politik und Gesellschaft unterstützt wurden, ebbte die Protestwelle zu Beginn des Frühjahrs 1998 ab.

## Lucky Streik

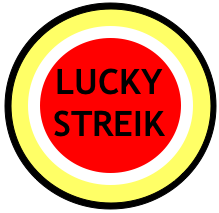
Logo des Studentenstreiks 1997/98 (nachgezeichnet)

Die Proteste des Wintersemesters 1997/98 standen unter dem Motto Lucky Streik. Dieses Motto, das grafisch in Anlehnung an die ähnlich klingende Zigarettenmarke Lucky Strike aufbearbeitet wurde, kennzeichnet das Leitmotto der Protestformen. Anders als bei den grundlegenden Protesten der 68er-Bewegung waren die Studierenden von vornherein auf konkrete Problemlösungen aus („Seminarleiter statt Eurofighter“ war einer der Slogans). Ein grundsätzlicher gesellschaftlicher Wandel wurde nicht gefordert. Die Protestformen Studentenstreik mit den daraus entwickelten öffentlichkeitswirksamen Darstellungen der Problematik wurden so durchgeführt, dass den Streikenden von den Entscheidungsträgern Wohlwollen entgegengebracht wurde.

## Projekte
Ein besonderes Merkmal der Proteste war die Aktivierung und Politisierung eines Teils der Studierenden. Dabei war diese Politisierung in aller Regel auf die lokalen Bedingungen der Studierenden gerichtet. Es kam nur in kleinem Maße zu bundesweit vernetzten Protesten. Bundesweit wurden die Forderungen der Studierenden nicht erfüllt. Gleichwohl kam es zu einer Reihe von lokalen Veränderungen und Projektgründungen.
So gründete sich z. B. in Göttingen die Fachschaftszeitung Die Banalen der Physik. Außerdem bildeten sich in der Folge des Streiks meist lokale Studierenden-Listen, in Bochum zum Beispiel schlossen sich während der Proteste linke Uni-Gruppen zu einer gemeinsamen „Linken Liste“ zusammen, die es bis heute gibt.

## Organisierungsversuche
Als Konsequenz aus dem Niedergang der Protestwelle im Frühjahr 1998 starteten eine Anzahl von Studierenden längerfristige Organisierungsversuche. Für Aufsehen sorgte insbesondere die Gründung der Föderation der Bildungssyndikate im November 1998, als sich in sieben Städten gegründete Bildungssyndikate als gemeinsame Branchengewerkschaft assoziierten und sich kurz darauf der FAU anschlossen. Ziel war es, die Tradition lediglich sporadisch aufflammender Proteste in der Studierendenschaft zu überwinden und im Rahmen einer Organisation kontinuierliche Arbeit im Bildungsbereich zu leisten. Von diversen Medienorganen als „erste bundesweite Studentengewerkschaft“ dargestellt, beruht ihr Konzept in Wirklichkeit auf einer statusgruppenübergreifenden Organisierung von Lehrenden, Lernenden und Angestellten im Bildungssektor.

## Internet
Obwohl die Proteste nicht bundesweit einheitlich waren und nur wenige universitätsübergreifende Aktionen geplant wurden, waren die Streikenden über die Aktionen der Kommilitonen an anderen Hochschulstandorten gut informiert. Erstmals wurde auf teilweise minütlich aktualisierten Webseiten über den Streik und die lokalen Veranstaltungen berichtet.